# Брезовица (Шмарјешке Топлице)
Брезовица (словен. Brezovica) је насељено место у општини Шмарјешке Топлице, регија Југоисточна Словенија, Словенија.

## Историја
До територијалне реорганизације у Словенији била је у саставу старе општине Ново Место.

## Становништво
У попису становништва из 2011. године, Брезовица је имала 216 становника.
| Број становника према пописима | Број становника према пописима | Број становника према пописима |
| ------------------------------ | ------------------------------ | ------------------------------ |
| 1991                           | 2002                           | 2011                           |
| 120                            | 186                            | 216                            |

Напомена: Године 1952. повећано за насеље Камен Врх, које је укинуто. Године 1985. умањено за део насеља који је припојен насељу Шмарјешке Топлице.